# Bart Dhondt
Bart Dhondt (Oostende, 15 april 1984) is een Belgisch politicus voor Groen. Sinds december 2024 is hij voorzitter van deze partij.

## Levensloop
Bart Dhondt groeide op in Oostende en studeerde in 2006 af als master in de economische wetenschappen aan de Universiteit Gent. In 2008 behaalde hij nog een postgraduaat in de internationale betrekkingen aan de Université libre de Bruxelles.
Van 2007 tot 2009 werkte hij als adviseur voor de fractie van Ecolo en Groen in het Federaal Parlement, waar hij zich boog over de dossiers met betrekking tot economisch beleid, consumentenzaken, wetenschapsbeleid, defensie, buitenlandse zaken en sociaal beleid. Nadien was Dhondt van 2009 tot 2013 werkzaam als begrotingscoördinator op de FOD Budget en Beheerscontrole en van 2013 tot 2014 kabinetsadviseur voor Brussels staatssecretaris Bruno De Lille. Daarnaast zetelde Dhondt van 2009 tot 2014 in de raad van bestuur van het Brusselse Agentschap voor het Ondernemerschap, dat in 2013 herdoopt werd tot impuls.brussels en het ondernemerschap wil stimuleren in het Brussels Hoofdstedelijk Gewest, en was hij van 2013 tot 2014 lid van de raad van bestuur en het directiecomité van de SRIB, de Brusselse Gewestelijke Investeringsmaatschappij. Van januari 2017 tot december 2018 was hij financieel directeur van Watermaal-Bosvoorde.
In september 2010 volgde Dhondt Kristof Calvo op als voorzitter van Jong Groen. Hij bleef in functie tot in oktober 2012 en werd op zijn beurt opgevolgd door Bram Van Braeckevelt. In oktober 2014 werd hij in opvolging van Malika Abbad voorzitter van de Groen-afdeling voor het Brussels Gewest. Eind 2016 volgde Veerle Vandenabeele hem in deze functie op.
Dhondt werd in oktober 2012 verkozen als gemeenteraadslid van Brussel. Bij de gemeenteraadsverkiezingen van oktober 2018 werd hij opnieuw verkozen. Na deze verkiezingen trad Ecolo-Groen toe tot het schepencollege en werd Dhondt schepen van Mobiliteit en Openbare Werken. Bij de gemeenteraadsverkiezingen van oktober 2024 behaalde Dhondt vanop de derde plaats op de Ecolo-Groen-lijst de meeste voorkeurstemmen, maar zijn partij werd naar de oppositie verwezen. In december 2024 liep zijn schepenambt ten einde.
In november 2024 stelde hij zich kandidaat als voorzitter van Groen. Dhondt had Bright Adiyia en Celia Groothedde als tegenkandidaten en behaalde in de eerste ronde van de voorzittersverkiezingen in december van dat jaar 49,1% van de uitgebrachte stemmen. Hierdoor kwam het tot een tweede ronde, waarbij Dhondt het opnam tegen Adiyia. Op 19 december werd hij met 59,1% van de stemmen verkozen tot nieuwe partijvoorzitter.